# Middlezoy
Middlezoy är en ort och civil parish i Storbritannien.   Den ligger i grevskapet Somerset och riksdelen England, i den södra delen av landet, 200 km väster om huvudstaden London. Middlezoy ligger 12 meter över havet och antalet invånare är 725.
Terrängen runt Middlezoy är platt. Runt Middlezoy är det ganska tätbefolkat, med 160 invånare per kvadratkilometer. Närmaste större samhälle är Taunton, 16,9 km sydväst om Middlezoy. Trakten runt Middlezoy består i huvudsak av gräsmarker.